# Carex sedakowii
Carex sedakowii là một loài thực vật có hoa trong họ Cói. Loài này được C.A.Mey. ex Meinsh. mô tả khoa học đầu tiên năm 1901.